# Abraham Bennet

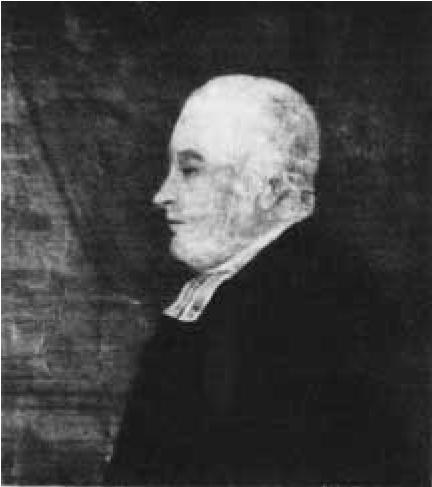
Retrato de Bennet por um artista desconhecido (Igreja de Santa Maria, Wirksworth)

Abraham Bennet FRS (batizado em 20 de dezembro de 1749 - enterrado em 9 de maio de 1799) foi um clérigo e físico inglês, inventor do eletroscópio de folha de ouro e desenvolvedor de um magnetômetro aprimorado. Embora ele tenha sido citado por Alessandro Volta como uma influência fundamental em seu próprio trabalho, o trabalho de Bennet foi reduzido pela turbulência política de seu tempo.

## Vida
Abraham foi batizado em Taxal, Derbyshire, filho de outro Abraham Bennet, um professor, e sua esposa Ann née Fallowes. Não há registro de ele ter frequentado a universidade, mas ele é registrado como professor na Wirksworth Grammar School como "MA". Ele foi ordenado em Londres em 1775 e nomeado curador em Tideswell e, um ano depois, adicionalmente em Wirksworth, com uma bolsa anual combinada de £ 60. Tornou-se ainda reitor de Fenny Bentley, capelão doméstico do Duque de Devonshire, curador perpétuo de Woburn e bibliotecário do Duque de Bedford.
Bennet tinha amplos interesses em filosofia natural e estava associado, embora não fosse membro, da Lunar Society e da Derby Philosophical Society. Ele era particularmente próximo de Erasmus Darwin. Darwin sugeriu que Bennet fizesse medições elétricas como parte de uma investigação sobre eletricidade e clima. Bennet então trabalhou assiduamente para estabelecer sua experiência em eletricidade, alcançando uma reputação suficiente para participar de uma reunião com Tiberius Cavallo, William Nicholson e Volta em Londres em 1782.

## Novas experiências
Bennet publicou New Experiments on Electricity em 1789. Nele, ele descreveu:
- O eletroscópio de folha de ouro;
- Um duplicador de eletricidade, já anunciado em um documento comunicado à Royal Society pelo Rev. Richard Kaye FRS, decano de Lincoln em 1787; e
- Uma teoria da eletricidade que antecipou a teoria do contato de Volta. O trabalho de Bennet foi um elemento-chave para levar Volta à teoria do contato e ao desenvolvimento da pilha voltaica.

Bennet descreveu experimentos com um eletróforo e a geração de eletricidade por evaporação. Bennet estendeu seu pensamento a várias teorias sobre eletricidade e clima, com explicações elétricas da aurora boreal e meteoros. Ele interpretou o relâmpago como a liberação de carga elétrica das nuvens e passou a supor que a chuva era causada por relâmpagos e também que os terremotos tinham uma origem elétrica.

## Política
Entre os outros clientes de Bennet estavam Joseph Banks, George Adams e os escudeiros de Wirksworth, a família Gell. Os Gells, Kaye, Banks, Adams e os duques de Devonshire e Bedford eram todos figuras do establishment cuja hostilidade aos radicais das Sociedades Filosóficas Lunar e Derby se intensificou na reação britânica à Revolução Francesa. Bennet achou cada vez mais necessário tomar partido, assinando a petição dos Gells contra o jacobinismo em 1795. O trabalho científico de Bennet termina por volta dessa data, possivelmente por problemas de saúde, mas também por sua incapacidade de resolver as tensões entre seus antigos apoiadores.

## Vida pessoal
Ele se casou com Jane (falecido em 1826) e o casal teve seis filhas e dois filhos. Bennet morreu de uma "doença grave".